# Manu (serie animata)
Manu (Manu) è una serie d'animazione francese del 1990 diretta da Jean-Yves Raimbaud e ideata dal fumettista Frank Margerin.
È stata prodotta dallo studio di animazione Jingle, dalla rete televisiva La Cinq e (solo per la prima stagione) SGGC GROUPE VDM.

## Trama
Manu è un ragazzo adolescente che ama vestirsi come un punk (infatti ha anche una cresta bionda). Gira sempre per la città con il suo amico occhialuto Teodoro (Robert nell'originale), di indole molto calma ed introversa. Quest'ultimo in particolare viene coinvolto nelle scorribande di Manu, che finiscono quasi sempre male per i due ragazzi. Altri episodi vedono invece protagonista la famiglia di Manu, in situazioni apparentemente banali ma dall'effetto tragicomico.

## Personaggi e doppiatori
| Personaggio                  | Doppiatore francese | Doppiatore italiano |
| ---------------------------- | ------------------- | ------------------- |
| Manu                         | Michel Elias        | Marco Morellini     |
| Teodoro                      | Eric Etcheverry     | Diego Sinigaglia    |
| Raoul (il padre di Manu)     | Eric Etcheverry     | Walter Peraro       |
| Simone (la madre di Manu)    | Christine Delaroche | Lella Carcereri     |
| Josiane (la sorella di Manu) | Deborah Perret      | Renata Bertolas     |

## Episodi
Furono realizzate una prima stagione di 104 episodi da 3 minuti, trasmessa in Francia dal 3 marzo 1990 nella fascia serale di La Cinq, e una seconda di 29 episodi da 9 minuti, che a causa della chiusura di La Cinq fu trasmessa su France 2 dal 9 settembre 1992. Tutta la serie fu replicata frequentemente su quest'ultima emittente fino al 1997.
In Italia entrambe le stagioni furono trasmesse in prima TV nell'autunno 1992 su Junior TV, che le ripropose alcune volte, e in seguito furono replicate per diversi anni su reti locali tra cui Super 3. Dal 2021 sono state riproposte su Supersix e Iunior TV.
Gli episodi della prima stagione non hanno alcun titolo a schermo né nella versione originale né in quella italiana, mentre quelli della seconda hanno un titolo solo nella versione originale.

### Stagione 2
| nº | Titolo originale                     | Prima TV Francia |
| -- | ------------------------------------ | ---------------- |
| 1  | Le Danger public                     | 9 settembre 1992 |
| 2  | La Surprise-partie                   | 1992             |
| 3  | Ce soir à l'opéra / Ce soir, on sort | 1992             |
| 4  | Tous à la plage                      | 1992             |
| 5  | Le Shopping du supermarché           | 1992             |
| 6  | La Visite guidée                     | 1992             |
| 7  | C'est le chantier                    | 1992             |
| 8  | La Voiture idéale                    | 1992             |
| 9  | Le Train couchettes                  | 1992             |
| 10 | Les Nouveaux voisins                 | 1992             |
| 11 | Les Vacances à la montagne 1         | 1992             |
| 12 | Les Vacances à la montagne 2         | 1992             |
| 13 | Les Vacances à la montagne 3         | 1992             |
| 14 | Les Vacances à la montagne 4         | 1992             |
| 15 | Les Vacances à la montagne 5         | 1992             |
| 16 | Les Vacances à la montagne 6         | 1992             |
| 17 | Les Vacances à la montagne 7         | 1992             |
| 18 | Les Vacances à la montagne 8         | 1992             |
| 19 | C'est dimanche                       | 1992             |
| 20 | La Kermesse paroissiale              | 1992             |
| 21 | Une journée à la campagne            | 1992             |
| 22 | Le Correspondant américain           | 1992             |
| 23 | Le Voyage en avion                   | 1992             |
| 24 | C'est le souk                        | 1992             |
| 25 | La Location champêtre                | 1992             |
| 26 | Y'a urgence                          | 1992             |
| 27 | Le Mariage                           | 1992             |
| 28 | La Chasse                            | 1992             |
| 29 | On va gagner                         | 1992             |

## Altri media
Dopo l'esordio della serie su La Cinq, Frank Margerin pubblicò tra il 1990 e il 1994 per l'editore Les Humanoïdes Associés tre albi a fumetti con Manu come protagonista.